# 鷲宮神社
鷲宮神社（日语：／ Washinomiya-jinja）是一座位於日本埼玉縣久喜市鷲宮的神社。號稱「關東最古老的大神社」、「酉之市的本社」。以天穗日命、其子武夷鳥命，以及大己貴命為主祭神。
鷲宮神社並非僅有本條目記述的鷲宮神社本社一座，在舊武藏國太田莊一帶有許多同名支社，在久喜市下早見、八甫一帶也有支社。
另外，在栃木縣栃木市還有一座祀奉當地鎮守的「下野國鷲宮神社」，本條目記述的鷲宮神社為方便與其區分，有時也稱為「武藏國鷲宮神社」。此外「宮」在日語中已經包含「神社」之義，因此有時也把鷲宮神社等以「鷲」為名的神社稱為「鷲神社」，但仍是稱呼為舊稱或通稱「鷲宮」的場合居多。

## 概要

### 源由

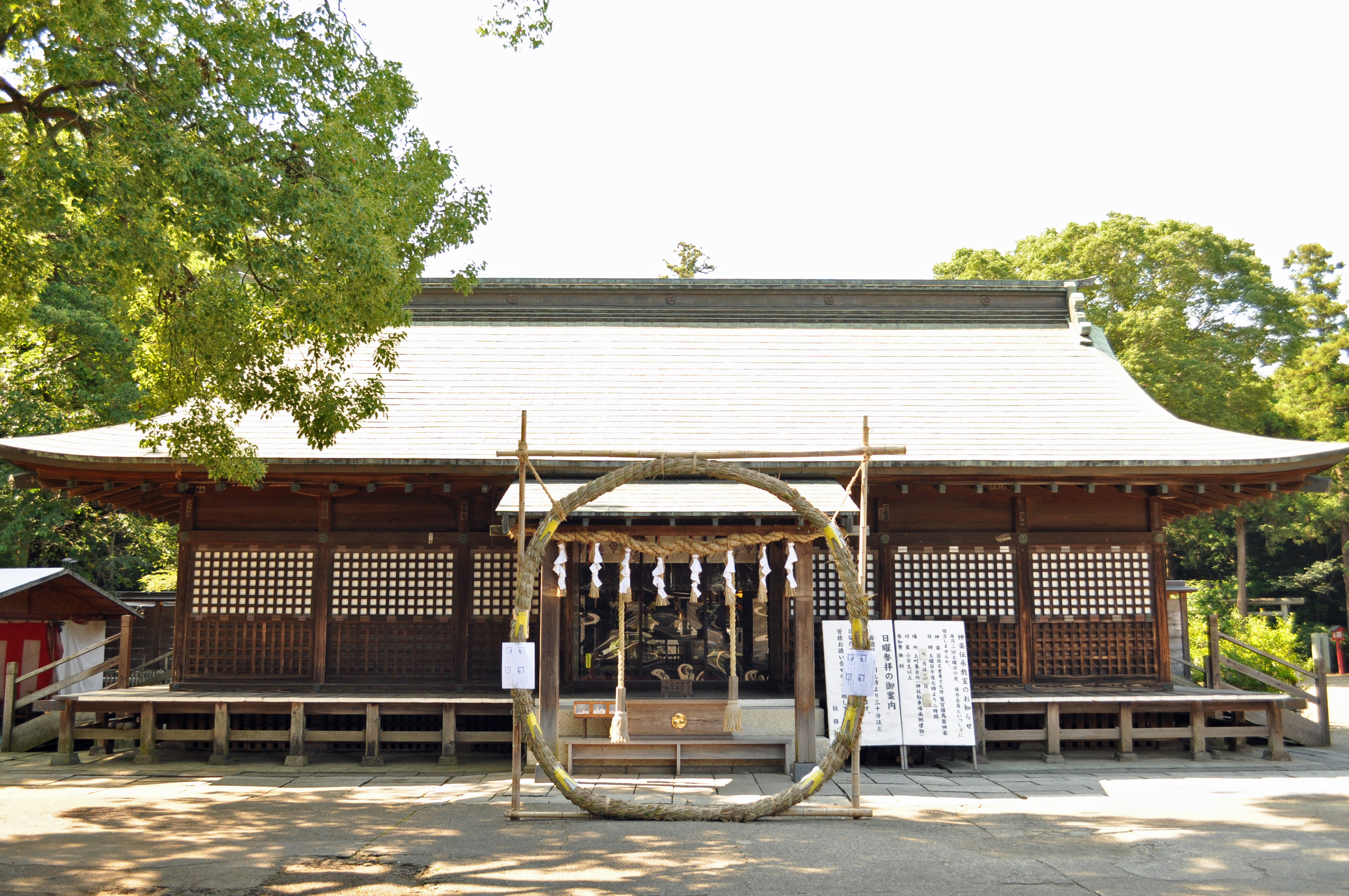
鷲宮神社拜殿
（攝於2012年7月4日）

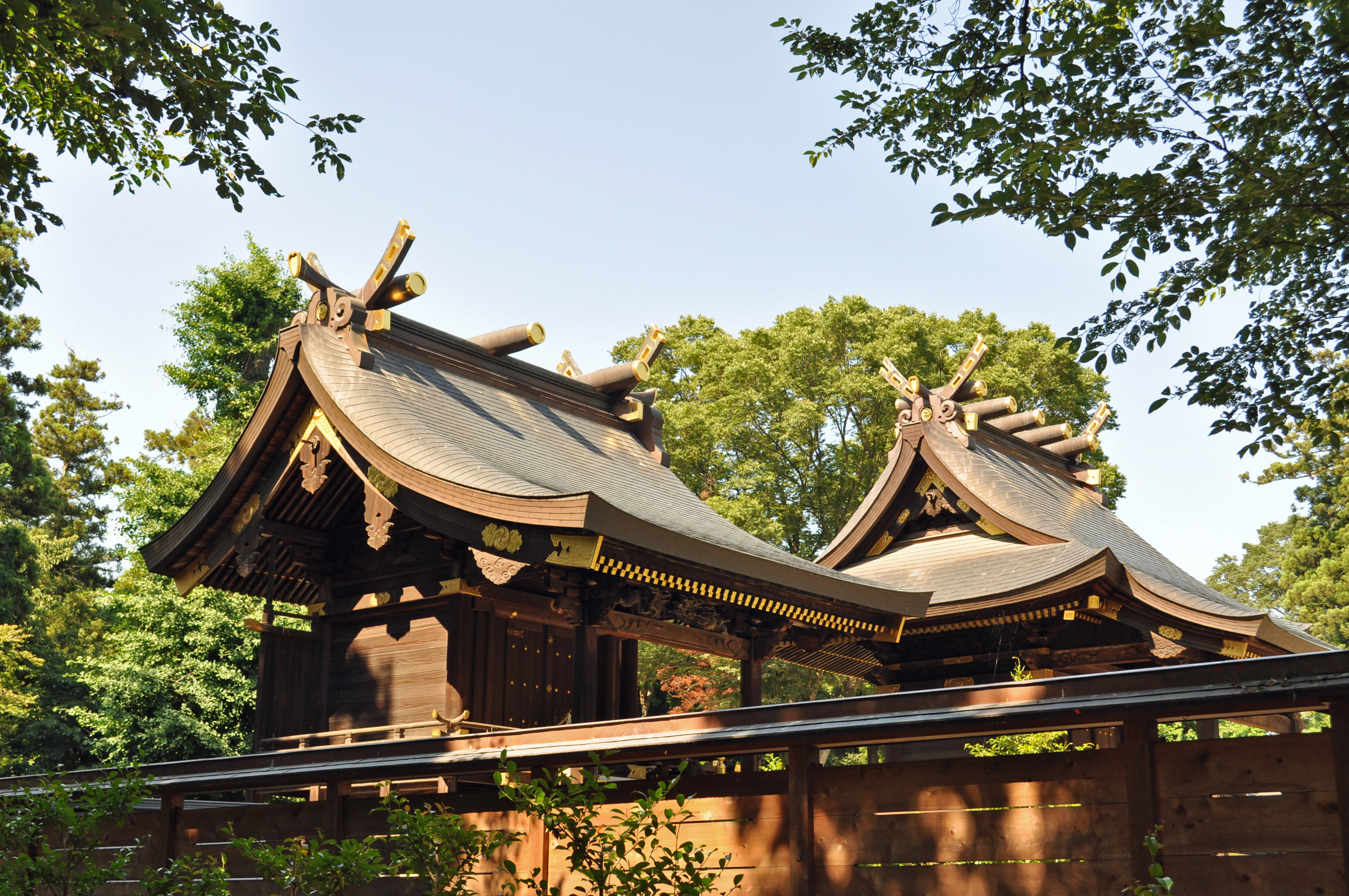
鷲宮神社本殿
（攝於2012年7月4日）

據神社社傳記載，鷲宮神社是由日本上古時代的傳說中的民族出雲族所草創的關東最古老的大型神社，曾被稱為「鷲宮大明神」、「浮島大明神」、「大酉元祖」。
傳說在日本神話時代，天穗日命及其子御子神武夷鳥命為經略東國而來到武藏國，命其侍從昌彦、昌武父子，以及人數27人的出雲族部族和當地部族共同祀奉作為當地鎮守的大己貴命，是為鷲宮神社之起源。當時興建的神社就是現在神社的別宮神崎神社。後來日本武尊在平定東國之際，為祈願戰勝而興建祀奉天穗日命和武夷鳥命的別宮。這座別宮就是現在神社的本殿鷲宮神社。但這些傳說在《延喜式神名帳》和《六國史》里並沒有記載。

### 歷史
鷲宮神社有一別名為「土師之宮」，因其源由另有一說為崇神天皇時代自河內國遷徙到東國的土師氏從下總國淺草沿著利根川北上移居到當地時為祀奉祖先興建神社而得名。之後當地口音經過多年的演變，當地「土師之宮」的讀音逐漸演變為「鷲宮」的讀音。下文提到的鷲宮神社神樂「鷲宮催馬樂神樂」的正式名稱，即是基於「土師」之名的傳承而名為「土師一流催馬樂神樂」。
鷲宮神社號稱為「關東最古老的大神社」，但鷲宮神社相關史料記載的最早年份是《吾妻鏡》中記載的建長三年（1251年），因此一般認為這個名號缺乏根據。但當地經考古發掘發現了繩紋時代的遺跡，證實當地在上古時代便已有居民。
進入中世以後，鷲宮神社本社周邊地域成為將軍直屬莊園太田莊，因鷲宮神社為該地總社，被作為關東的總社、鎮護關東的神社而受到東國武家崇敬。據《吾妻鏡》記載，建長三年（1251年）北條時賴曾前往鷲宮神社奉幣祈願，還記載了藤原秀鄉、新田義貞、古河公方、歷代上杉氏的關東管領等要人前往鷲宮神社奉納幣帛、寄進神領、營造社殿的事跡。神社自鐮倉時代到室町時代為太田莊的總社，由藤原秀鄉流太田氏及其後裔小山氏進行管理，在神社背後還曾興建過城池栗原城。應安五年（1372年）小山氏當主小山義政重振神社香火。位於太田莊內的中川沿岸還有許多鷲宮神社的分祀。
天正十九年（1591年），德川家康贈與神社領地400石，之後的德川幕府歷代將軍亦都發給神社朱印狀，保障神社領地安堵（即朱印地）。自江戶時代初起到明治時代初，神社領地由秀鄉流藤原姓田原氏流大內氏管治（所領約1000石）。江戶時代初，大內氏在德川家光參拜日光東照宮時參與利根川渡河警備，在家光不慎墜河時將其救起。這件大功本來能為大內氏加封領地，但也許是因為當時正值關原之戰戰後不久的幕府尚未有餘力加封大名，便以江戶城內1萬石的形式賞賜大內氏。因此，後來大內氏不僅在登江户城拜谒将军时可以使用对应大名身份的侍候席，就連大內氏的用人據說在江戶城內也享有家老待遇。
明治元年（1868年），被明治新政府劃為准勅祭社（東京十二社）之一。在明治初年的神佛分離政策寺院整理神社統合中，神社的大乘寺別當地位被廢除。

## 祭神

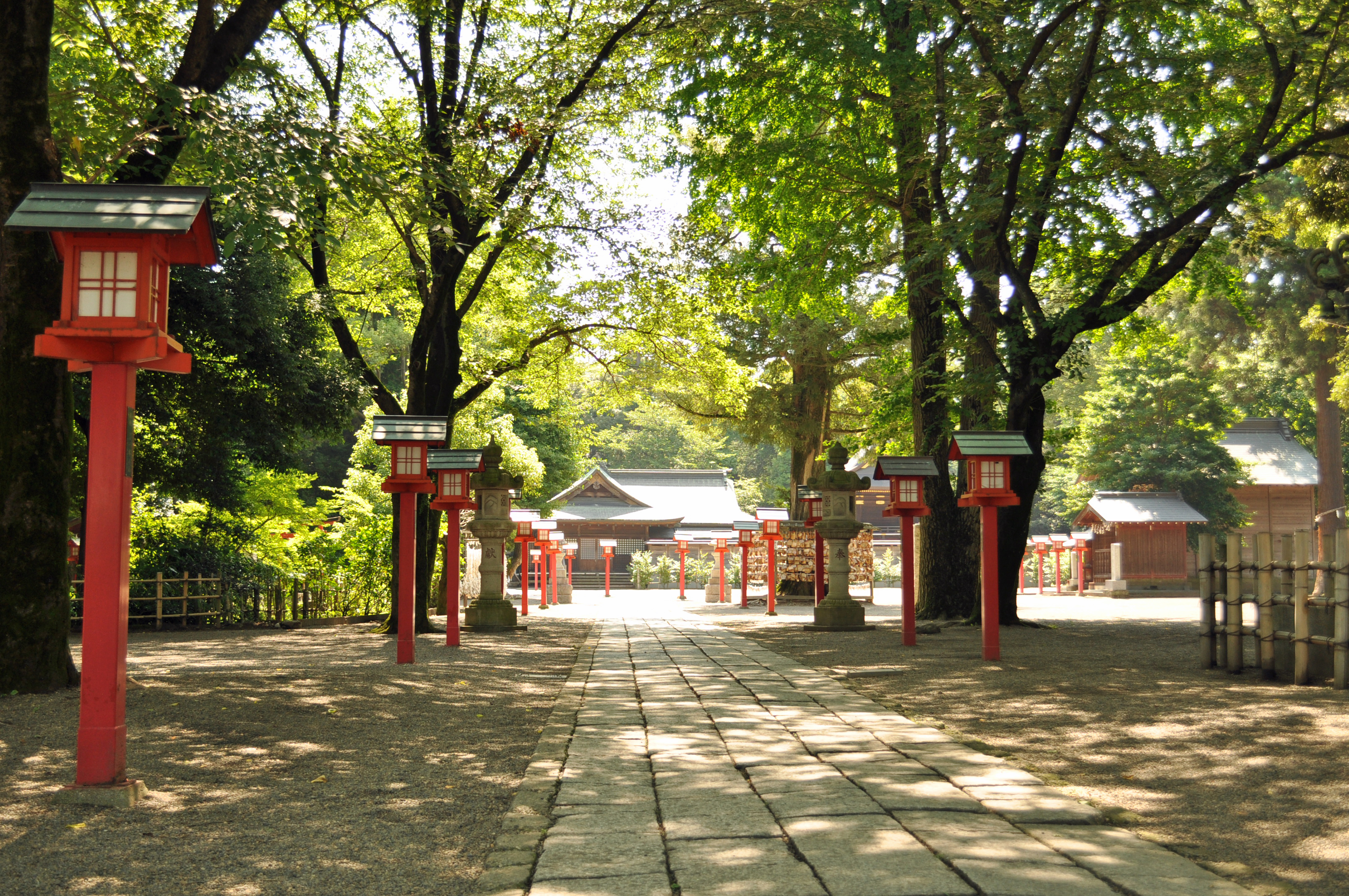
鷲宮神社境內
（攝於2012年7月4日）

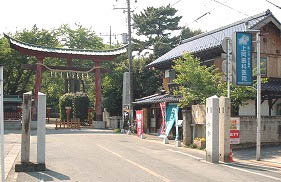
鷲宮神社大鳥居前。此場景被編入《幸運☆星》動畫片頭中。
（攝於2006年9月1日）

現代鷲宮神社祀奉下述3柱主祭神和9柱合祀祭神。
- 主祭神三柱
  - 鷲宮神社本社
    - 天穗日命
    - 武夷鳥命

  - 神崎神社本社
    - 大己貴命
- 合祀祭神九柱
  - 建御名方神
  - 伊邪那美神
  - 大山祇神
  - 宇迦之御魂神
  - 大山咋神
  - 天照皇大神
  - 迦具土神
  - 素戔嗚尊
  - 菅原道真

## 文化財產
鷲宮神社擁有下述8項文化財產指定。可參照埼玉縣選定重要遺跡一覽。

### 重要文化財產（國家指定）
太刀 銘備中國住人吉次
永和二年（1376年）由小山義政奉納，其佩表刻有、佩裏刻有的寄進銘，刀莖刻有太刀作者的銘文。其原品交由東京國立博物館存放，其複製品於久喜市鄉土資料館展出。

### 重要無形民俗文化財產 （國家指定）
鷲宮催馬樂神樂
鷲宮神社舉行的神樂鷲宮催馬樂神樂（正式名稱：土師一流催馬樂神樂），是關東神樂的源流。神樂的作成年代並不明確，但據鎌倉時代史書《吾妻鏡》記載，鷲宮神社曾在建長三年（1251年）4月舉行神樂，但無足夠證據證實其是否與今日的鷲宮催馬樂神樂是同一神樂。神樂在江戶享保時代之前曾擁有三十六座曲目，但經時任大宮司藤原國久改編，變為如今的十二座曲目。而除了十二座曲目以外，神樂實際上還擁有外一座曲目與番外一座曲目，以及端神樂。
鷲宮催馬樂神樂是鷲宮神社一社相傳的社傳神樂，由舉行神樂的家族世襲傳承，並領有神社賜予的3反（約2975.208平方米）土地知行。但自昭和時代以來，舉行神樂的神樂師越來越少，到了昭和二十年代，神樂的傳承者僅剩白石國藏一人。為挽救瀕臨消亡的神樂，1955年（昭和三十年）7月31日，以NHK廣播在全國演奏神樂笛聲為契機，町內聚集十餘名年輕人組成了「鷲宮神社神樂復興會」，並由白石指導傳承神樂，總算使神樂避免了消亡的危機。後來「鷲宮神社神樂復興會」更名為「鷲宮催馬樂神樂保存會」，至今仍在為了神樂的傳承而活動著。
神樂會在下文標註的6場神社祭典中舉行，此外在每年的4月15日還會在八甫支社舉行1場，合計每年舉行7場。
關於神樂的更多資料在久喜市鄉土資料館中有展出。

### 縣指定有形文化財產
- 銅製雙鶴蓬萊文鏡[註 8]
- 銅製蓬萊文鏡[註 8]
- 銅製桐文方鏡 附沉金雕桐文筥
- 銅製御正體
- 鷲宮神社文書 附棟札一枚 文書三份

### 縣指定史跡
- 寬保治水碑

## 相關祭事、神輿

### 神社神事活動
以下祭事中，附有（※）的6場祭事即是前述的會舉行神樂的祭事。
歲旦祭（1月1日）（※）
慶賀跨年日、初詣的祭典。
元始祭（1月3日）
慶賀天皇皇位元始的儀式。
紀元祭（2月11日）
慶祝定在神武天皇即位之日的日本建國紀念日的祭典。
年越祭（2月14日）（※）
亦作「年越大祓祭」。源自舊曆大晦日大祓的儀式，在鷲宮神社相當於是節分祭典。
祈年祭（2月20日）
祈願今年五穀豐登等的祭祀。
例祭（3月28日）
歷史最為源遠流長的祭神之日，會舉行肅穆莊嚴的祭典。
春季祭（4月10日）（※）
準確稱法應為「春季崇敬者大祭」。祈願稻穀豐收、神社信徒家宅平安等的祭典。
夏越祭（7月31日）（※）
亦作「夏越大祓祭」、源自舊曆六月祓的儀式。也被稱作「鷲之夏越」、「鑽環」。神社在夏越祭時還會在位於加須市川口的古利根川河畔灑下替身 (宗教)，讓形代順流而下，祈願身體健康、平平安安，這是鷲宮神社唯一一場在神社之外舉行的祭事，因此會與坐鎮中川沿岸的洗磯神社合作舉行。
秋季祭（10月10日）（※）
準確稱法應為「秋季崇敬者大祭」。感恩五穀豐登，祈願神社信徒家宅平安、身體健康的祭典。
新嘗祭（11月26日）
慶賀收穫莊稼的祭祀。
大酉祭（12月第1個酉日）（※）
即所謂的「酉之市」，把寫有祝福話語的厭勝物置於社殿之前，匯聚祈願生意興隆的信徒的祭典。鷲宮神社酉之市歷史比淺草鷲神社酉之市歷史更加悠久，當地更有一說稱鷲神社酉之市就是參考鷲宮神社酉之市而興起的。

### 當地祭祀活動
下述的是由當地居民主辦的祭祀活動，而非神社的神事活動。
八坂祭（7月第3個星期日－7月第4個星期日）
因祭祀神祇為牛頭天王，也被稱作「天王大人」。是為了在易起疾病天災的夏季來臨之際，安撫掌管疫病的神明牛頭天王而舉辦的祭祀。與南埼玉郡、北葛飾郡等地的八坂祭一樣，是會舉行掛滿提燈的山車遊行的盛大祭典。可參見日語維基百科條目久喜市提燈祭·天王大人。
後述的「千貫神輿」自1913年（大正二年）之後，也被放上神輿車編入八坂祭聖駕巡遊隊伍之中。
土師祭（9月第1個星期日）
創辦自1983年（昭和五十八年），是舉行「千貫神輿」聖駕巡遊的祭祀，每年能吸引數萬名遊客來訪。
2008年（平成二十年），「幸運☆星神輿」登場，與「千貫神輿」一同被編入聖駕巡遊隊伍。
2018年（平成三十年），因主辦團體土師祭神輿會會長成田靖逝世，為為其服喪而中止了土師祭活動。2019年度及其之後的土師祭重開事宜未定。

### 神輿
千貫神輿
千貫神輿是一座製作於寬政年間（1789年－1791年）的神輿。神輿長寬皆長約1.4米，重約3噸，是埼玉縣內最大型的神輿。平日供奉在八坂神社後面的神輿殿內。
每年7月13日，即夏季祭典（八坂祭）的第1天，都會舉行千貫神輿的聖駕巡遊。最初是由擔手擔起神輿進行巡遊，但因每次巡遊都需要180名、算上替補人員則需要300名以上之多的擔手，自1913年（大正二年）起，神輿改以放上神輿車的形式進行巡遊。
1982年（昭和五十七年），由於想再度恢復以人力擔起神輿的方式進行巡遊，當地志願者發起組織「土師祭神輿會」，並於1983年（昭和五十八年）舉辦首次「土師祭」，時隔70年再度以人力擔起神輿進行聖駕巡遊。此後，在八坂祭時千貫神輿將被放上神輿車進行巡遊，在土師祭時千貫神輿則是由人力擔起進行巡遊。
2018年（平成三十年），因土師祭中止，由人力擔起進行的千貫神輿聖駕巡遊也未能舉行。
幸運☆星神輿
幸運☆星神輿，是一座由前述的土師祭神輿會會長成田靖發起粉絲志願者企劃的、登場於2008年（平成二十年）土師祭的繪有漫畫《幸運☆星》角色插畫的神輿。神輿原定為僅限2008年的限定企劃，之後「幸運☆星神輿神輿會」成立，改為每年都會舉行神輿的聖駕巡遊。神輿平日供奉在鷲宮神社鳥居附近的「八坂神輿殿」中。
直至2013年（平成二十五年），神輿都被安放於鷲宮站站內展示，但因同年7月12日神輿遭到陣風損壞，在當年的土師祭之後，神輿承蒙鷲宮神社方面的好意，被供奉於神輿殿內。
2010年（平成二十二年）6月12日－6月15日，神輿在上海世博會日本「CoFesta」展區舉行聖駕巡遊。
2018年（平成三十年），因土師祭中止，神輿改為在7月22日的八坂祭舉行聖駕巡遊。

## 神社境內
鷲宮神社參道自社殿向東延伸，延伸至鷲宮商店街與其相連。沿著商店街直行即可到達展示有前述重要文化財產的久喜市立鄉土資料館。

### 社殿與境內神社
此處列舉鷲宮神社本殿2座神社，以及另外10座境內神社。
鷲宮神社社殿（本殿、拜殿）
祀奉主祭神天穗日命和武夷鳥命、以及前述的9柱合祀祭神。鷲宮神社擁有鷲宮神社本殿和神崎神社本殿2座本殿，鷲宮神社拜殿即是位於這座鷲宮神社本殿之前。因為拜殿面朝南方，參拜需要面向參道右方進行。拜殿西側（左側）設有祈禱者待機處，祈禱時從這裡出發登殿。每逢夏季，神社方面都會製作一茅草環設於拜殿之前。
神崎神社（日語：神崎神社）本殿
祀奉主祭神大己貴命。是鷲宮神社兩座本殿之一，是一座坐鎮於神社西側（左側）的別宮。不設拜殿、鳥居。
姬宮神社（日語：姫宮神社）
祀奉活玉依姬命。祭典為每年的4月9日。坐鎮於神樂殿與力石右側（西側）。是一座塗有朱漆的大型社殿，並立有社號碑。
八幡神社（日語：八幡宮）
祀奉應神天皇。祭典為每年的9月15日。坐鎮於拜殿與姬宮神社西側，設有專用的鳥居和參道。是一座塗有朱漆的大型社殿，並立有社號碑。
鹿島神社
祀奉武甕槌神。祭典為每年的9月1日。在八幡神社的北側，有一條立有鐫刻著字樣的石碑的參道，穿過參道入口處的鳥居即可見到坐鎮於此的鹿島神社。是一座塗有朱漆的大型社殿，並立有社號碑。
稻荷神社（日語：稻荷神社）
祀奉倉稻魂命。祭典為每年的2月初午。坐鎮於緊鄰鹿島神社的西側。是一座小型社殿，不設社號碑、鳥居。
其周圍設有御嶽大神·三笠山大神·八海山大神、正一位稻荷大明神、辯才天、三寶荒神等神祇的祠。
神明神社
祀奉天照皇大神。祭典為每年的10月17日。坐鎮於「鹿島神社·神明神社参道」西北側最深處。是一座塗有朱漆的大型社殿，並立有社號碑。
粟島神社
祀奉後述的15柱神祇。祭典為每年的9月28日。坐鎮于本殿後方、「鹿島神社·神明神社参道」東側。是一座塗有朱漆的大型社殿，並立有社號碑。
神社匾額上鐫刻有「衢神社」、「武內神社」、「粟神社」、「稻荷神社」、「淺間神社」、「竈殿神社」、「胸肩神社」、「軍神社」、「御室神社」、「日枝神社」，合計10座神社的社名，是一座合祀神社。
10座神社的祭神分別為授田毘古神；武內宿禰；天太玉命；豐宇氣毘賣神、大年神；木花開耶姬命；奧津日子命、奧津比賣命、軻遇突智命；湍津姬命、市杵島姬命、田心姬命；八千矛神；大山咋神；大己貴命。合計15柱神祇。
諏訪神社（日語：諏訪神社）
祀奉建御名方神。祭典為每年的4月15日。坐鎮於本殿後方、粟島神社東側。不設社殿，而是以鐫刻著字樣的石碑祀奉。設有鳥居。
八坂神社
祀奉素戔嗚尊。祭典為每年的7月15日。坐鎮於緊鄰千貫神輿神輿庫的右側（西側）。是一座大型社殿，並立有社號碑。
其右側還有一座「八坂神輿殿」，用於供奉過去曾在八坂祭使用過的神輿，立有類似前述社號碑的石碑。
在鷲宮神社鳥居旁還有另一座設有捲簾門的「八坂神輿殿」，立有類似前述社號碑的石碑。
久伊豆神社（日語：久伊豆神社）
祀奉大己貴命。祭典為每年的4月19日。坐鎮於光天之池鳥居對面。是一座大型社殿，並立有社號碑。
御池社
祀奉彌都波能賣神，以及湍津姬命、市杵島姬命、田心姬命。祭典為每年的7月29日。坐鎮於後述的光天之池後方深處，無法接近參拜。作為替代，光天之池立有類似前述其他境內神社社號碑的石碑、設有塗有朱漆的鳥居，可從鳥居處遙向社殿進行參拜。
除上述神社之外，在姬宮神社和八坂神社之間，還有一座使用狀況不明、祭神不明、塗有朱漆的社殿；在鳥居的右側，還有一座大型的祠。

### 其他
第一社號碑
是一座位於鷲宮站入口處十字路口的石碑。明治時代至大正時代間，曾在此處設有第一鳥居。
鳥居、第二社號碑
位於神社入口處的鳥居。鳥居自古以來便設於此處，但在明治時代至大正時代間，是神社的第二鳥居。現用鳥居建造於1897年（明治三十年），曾於2018年（平成三十年）8月11日發生崩塌事故，事故造成1輛汽車損壞，所幸沒有造成人員傷亡。後經查證，鳥居老化崩塌系因木質柱子內部腐蝕造成。
在鳥居正面街道的北側，設有飲食店「大酉茶屋鷲宮」（現名大酉茶屋田田）和繪馬形石碑「幸運☆星石繪馬」，此處直到明治時代曾是神社的別當寺大乘院所在之處。
神樂殿
位於拜殿對面，舉行前述神樂之處。
力石
位於神樂殿與姬宮神社之間。
禽舍
因神社號稱為「酉之市的本社」而設立的一間用於飼養孔雀和鸡的小屋。據傳在日本戰前，禽類們是放養於神社境內的。
神輿庫
供奉土師祭時所使用的「千貫神輿」的大型神輿庫。
繪馬架
設於神社境內樹下的六面繪馬架。2012年（平成二十四年）後其中3面改為繫神簽處。
鷲宮堀內遺跡碑
為紀念發現繩紋時代遺跡而立的碑。
光天之池
位於鷲宮神社境內，相傳為龍神棲息之地的御神池。
光天之池自古時候便已位於此處，但水體在遭受多年沙土侵蝕後，長期被埋藏於地下。1999年（平成十一年），作為神社境內整備工事的其中一個項目，展開了光天之池的復原工事。傳說池子內的沙土被搬出後，形似龍一樣的霧隨著噴湧而出的水盤踞於池子上空，池子因而得名為「光天之池」。像其他境內神社一樣，光天之池設有刻有名稱的石碑和塗有朱漆的鳥居，前述的御池社坐鎮於池子後方深處。

## 相關寺社
御靈社
地址： 日本埼玉縣久喜市鷲宮1丁目1番24號
即所謂的祖靈社，用以安葬鷲宮神社神主家族男子、信徒等的墓地。
靈樹寺
地址： 日本埼玉縣久喜市鷲宮3丁目6番1號
曹洞宗的寺院。用以安葬鷲宮神社神主家族女子的墓地。前述的鷲宮神社別當寺大乘院在被廢除後，寺內的佛像、佛壇、佛器等皆遷至此處。
洗磯神社
地址： 日本埼玉縣加須市川口1丁目19番1號
坐鎮於鷲宮神社夏越祭的舉辦場所——中川河畔的神社，兩座神社合作舉行夏越祭。
鷲宮社（八甫鷲宮神社）
地址： 日本埼玉縣久喜市八甫4丁目
鷲宮神社的分祀之一，又被稱作「鷲神社」。前八甫村鎮守。設有神樂殿，是除鷲宮神社本社外，唯一一座會舉行前述的鷲宮神社催馬樂神樂的神社。

## 交通
- 東武伊勢崎線鷲宮站出站后步行7分鐘
- JR東北本線（宇都宮線）東鷲宮站出站后步行35分鐘
- 朝日自動車（日语：朝日自動車）（公共汽車） 東鷲宮站西口 - 豐野社區中心方向 「鷲宮神社入口」下車 步行2分鐘 （白天時班次約為每小時2班）

此外，神社還設有停車場，但只能停放約20輛車，每當有祭事時會造成交通混雜。每當正月的頭三天或土師祭等節日前後，神社周邊道路還會實施交通管制，車輛亦無法駛入停車場。公共汽車在交通管制時，也會改為與平時不同的臨時迂迴路線，臨時公交站也設於遠離鷲宮神社路段之處。

## 外部連結
- 鷲宮神社官方網站（页面存档备份，存于）（日語）
- 久喜市官方網站·久喜市文化財產一覽（页面存档备份，存于）（日語）